# Lucario
Lucario (ルカリオ?, Rukario) è un Pokémon base della quarta generazione di tipo Lotta/Acciaio. Il suo numero identificativo Pokédex è 448. Nel contesto del franchise creato da Satoshi Tajiri, Lucario si evolve da Riolu al raggiungimento di uno specifico livello di felicità e può evolvere a sua volta in MegaLucario tramite l'utilizzo dello strumento Lucarite.
Ideato dal team di designer della Game Freak, Lucario fa la sua prima apparizione nel 2005 nel film Pokémon: Lucario e il mistero di Mew e il suo debutto nei videogiochi nel 2006 in Pokémon Diamante e Perla. Compare inoltre nei titoli successivi, in videogiochi spin-off, nella serie televisiva anime, nel Pokémon Trading Card Game e in merchandising derivato dalla serie.

## Creazione e sviluppo
Lucario è uno dei 107 design di Pokémon ideati dal team di sviluppo dei personaggi di Game Freak per i videogiochi di quarta generazione Pokémon Diamante e Perla ed è stato finalizzato, come tutti i suoi simili, da Ken Sugimori. Nel corso di un'intervista, Junichi Masuda ha affermato che il nome di Lucario era stato tra i più difficili da scegliere, in quanto ci si sforzò di renderlo accattivante sia al pubblico giapponese sia a quello internazionale. In effetti Lucario è uno dei pochi Pokémon a conservare il nome originale giapponese anche nei vari adattamenti internazionali, semplicemente trascritto negli alfabeti latino (Lucario), cirillico (Лукарио), coreano (루카리오) e cinese (路卡利歐).

## Descrizione
Alto 120 centimetri e del peso di 54 chili, Lucario ha l'aspetto di un canide bipede dotato di coda. Ha muso e orecchie allungate e quattro sacche dietro la testa che fungono da ricettori d'aura. La colorazione del pelo è prevalentemente nera e blu, mentre il torso è bianco. Possiede l'abilità di percepire e manipolare la forma di energia emessa da ogni essere vivente e nota come aura. Così facendo può leggere i pensieri e le emozioni degli altri, prevederne i movimenti e avvertire la presenza di persone o Pokémon al di fuori del suo campo visivo.

## Apparizioni

### Videogiochi
Nei videogiochi della serie, Lucario fa la sua prima apparizione in Pokémon Diamante e Perla, ed è ottenibile in questi titoli e in tutti i seguenti come evoluzione di Riolu. In Pokémon X e Y è possibile ottenere un esemplare di Lucario all'interno della Torre Maestra di Yantaropoli dalla capopalestra Ornella. In questi giochi ottiene inoltre una megaevoluzione, ovvero un'evoluzione temporanea in MegaLucario, che può essere attivata durante la lotta, porta a un aumento di statistiche e termina alla conclusione dello scontro.
Lucario è presente anche in videogiochi spin-off o che non appartengono alla serie di Pokémon. In Pokémon Mystery Dungeon: Squadra rossa e Squadra blu, sebbene non compaia nel gioco, Lucario è considerato il più grande capitano di squadra di soccorso di sempre e le sue gesta sono diventate leggendarie. È un boss in Pokémon Ranger: Ombre su Almia, in qualità di guardiano della Gemma blu, e compare come personaggio non giocante in PokéPark Wii: La grande avventura di Pikachu e nel sequel PokéPark 2: Il mondo dei desideri. È inserito inoltre nei picchiaduro Super Smash Bros. Brawl, come personaggio sbloccabile, e Super Smash Bros. for Nintendo 3DS e Wii U, Pokkén Tournament e Pokkén Tournament DX, come personaggio giocante.

### Anime

Action figure di Lucario

Lucario appare per la prima volta nel corso dell'episodio Strategia da Capopalestra perduta (Lost Leader Strategy!), di proprietà della capopalestra Marzia.
In Al di là della linea di combattimento! (Crossing the Battle Line!) l'allenatrice Lucinda schiera il suo Ambipom ed il suo Piplup, ma viene sconfitta dal Lucario di Marzia. Lo stesso Pokémon metterà knock-out lo Staravia e il Chimchar di Ash Ketchum nel corso di Sfida con tre possibilità (A Triple Fighting Chance!) per poi pareggiare contro il Buizel del ragazzo.
Un altro Lucario è uno dei protagonisti del lungometraggio Pokémon: Lucario e il mistero di Mew.
È inoltre presente nell'episodio Pace dello spirito, addio (Steeling Peace of Mind!) dove verrà utilizzato dall'allenatore Fabiolo per sconfiggere un Aggron.
In A un passo dalla vittoria! (A Unova League Evolution!) il Lucario di Cameron sconfigge lo Snivy e il Pikachu di Ash e, sempre nello stesso episodio, viene battuto dal Flareon di Virgil.
La capopalestra Ornella e suo nonno Cetrillo combattono l'uno contro l'altra usando i loro Pokémon megaevoluti in Tempesta d'aura! (The Aura Storm!); inoltre Ornella usa il suo Lucario, nell'episodio Scontro finale alla palestra di Yantaropoli! (Showdown at the Shalour Gym!), contro il Fletchinder e l'Hawlucha di Ash riuscendo a batterli, però alla fine viene sconfitto da Pikachu.

### Manga
Diversi manga di Pokémon presentano Lucario in ruoli di rilievo. In Pokémon - La grande avventura Marisio possiede un esemplare del Pokémon. In Pocket Monsters Diamond-Pearl Legend: Pokémon DP (ポケットモンスターダイヤモンド・パール物語 ポケモンDP?, Poketto Monsutā Daiyamondo Pāru monogatari: Pokemon dīpī), il protagonista Hareta ottiene un uovo da Marisio, che si schiude in Riolu, il quale si evolve a sua volta in Lucario nel corso della storia. Kaitō! Pokemon 7 (快盗!ポケモン7?), infine, è incentrato su un ragazzo e il suo Lucario che recuperano oggetti rubati ai ladri.

## Accoglienza

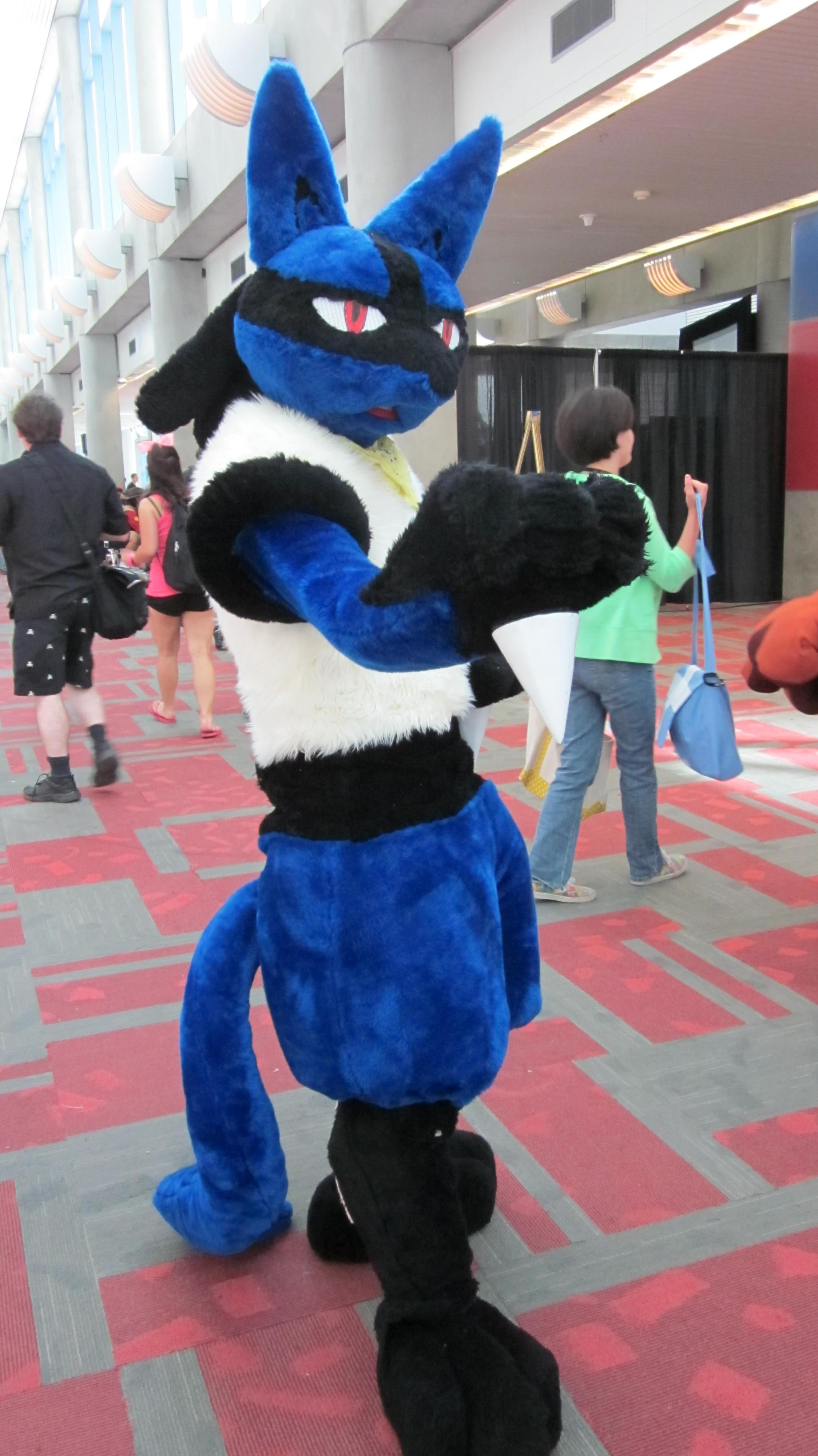
Cosplay di Lucario

Lucario è stato accolto positivamente da pubblico e critica. È considerato uno dei Pokémon più popolari della quarta generazione, grazie al suo ruolo da protagonista nel film Pokémon: Lucario e il mistero di Mew e alla sua apparizione in Super Smash Bros. Brawl. Game Informer l'ha classificato al 28º posto tra i Pokémon migliori della serie, mentre in una classifica simile di IGN è risultato 32º, e descritto come "fico" e "tosto". Insieme ad altre creature della serie, Lucario è stato raffigurato in svariati oggetti di merchandising, come action figure, peluches e giocattoli.